# Mustique
Mustique is een eiland dat behoort tot de Grenadines, die weer onderdeel zijn van Saint Vincent en de Grenadines.
Het eiland werd in 1958 gekocht door Lord Glenconner. Het had toen slechts een handjevol bewoners. Hij bouwde het uit tot een zeer exclusieve villawijk. Zo gaf hij Prinses Margaret Windsor een stuk grond waarop zij een landhuis liet bouwen. Hierna volgde een groot aantal leden van de jetset die op het eiland een huis lieten bouwen.
Sinds 1989 is het eiland in handen van The Mustique Company, een vennootschap waarvan de eilandbewoners de aandelen in handen hebben. Mustique heeft nu rond de 500 bewoners. Het beschikt over twee hotels. Op het eiland staat een aantal villa's die ontworpen zijn door de Engelse de decorontwerper Oliver Messel.
De demo's van Oasis' derde album, Be Here Now, werden door liedschrijver Noel Gallagher en producer Owen Morris ingeblikt op het eiland. Een deel van de demo's werden geïntegreerd in de afgewerkte plaat. Onder andere het eerste deel van Fade In/Out en de B-kant van D'You Know What I Mean?, Angel Child (Demo)

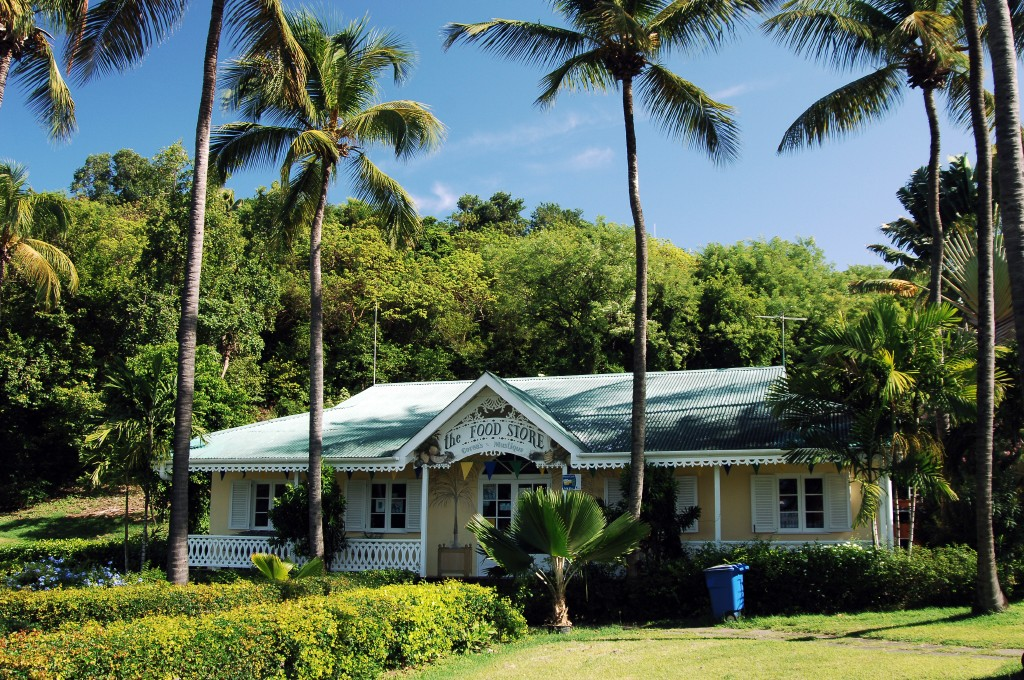
Winkel op Mustique
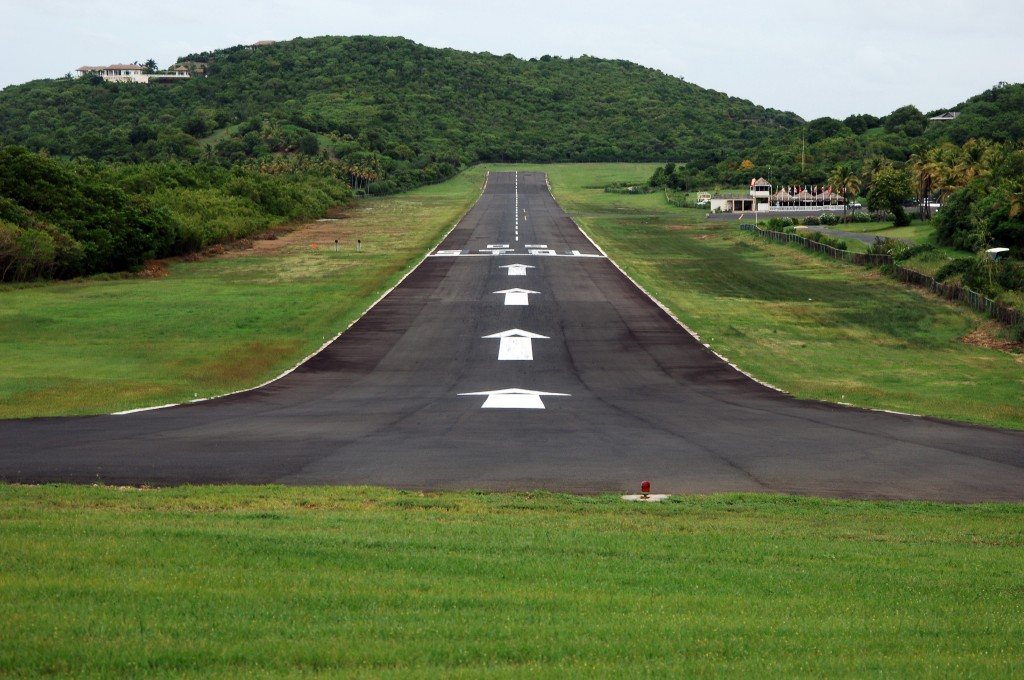
Vliegveld van Mustique
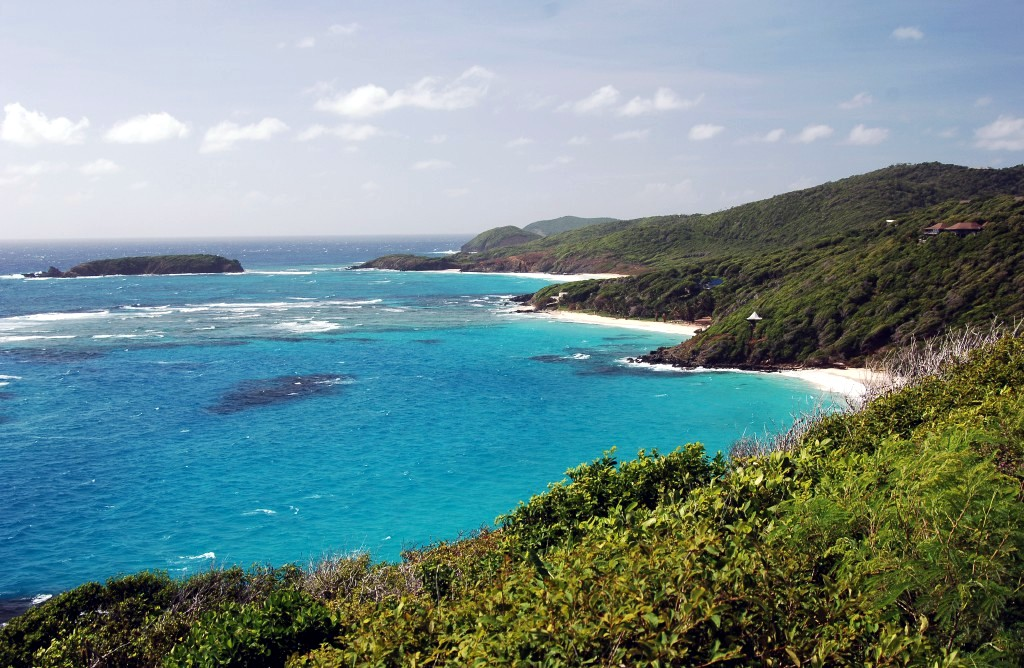
De kust van Mustique